# Буриши
Бури́ши (буришки, бурушо, бурушаски, вершики, кунджут, хунза) — народ, проживающий на северных территориях Кашмира (район Гилгит), контролируемых Пакистаном, в таких высокогорных областях как Хунза, Нагар, Ясин и Гилгит.
Говорят на изолированном языке бурушаски. Численность составляет около 87 тысяч человек.

## Происхождение

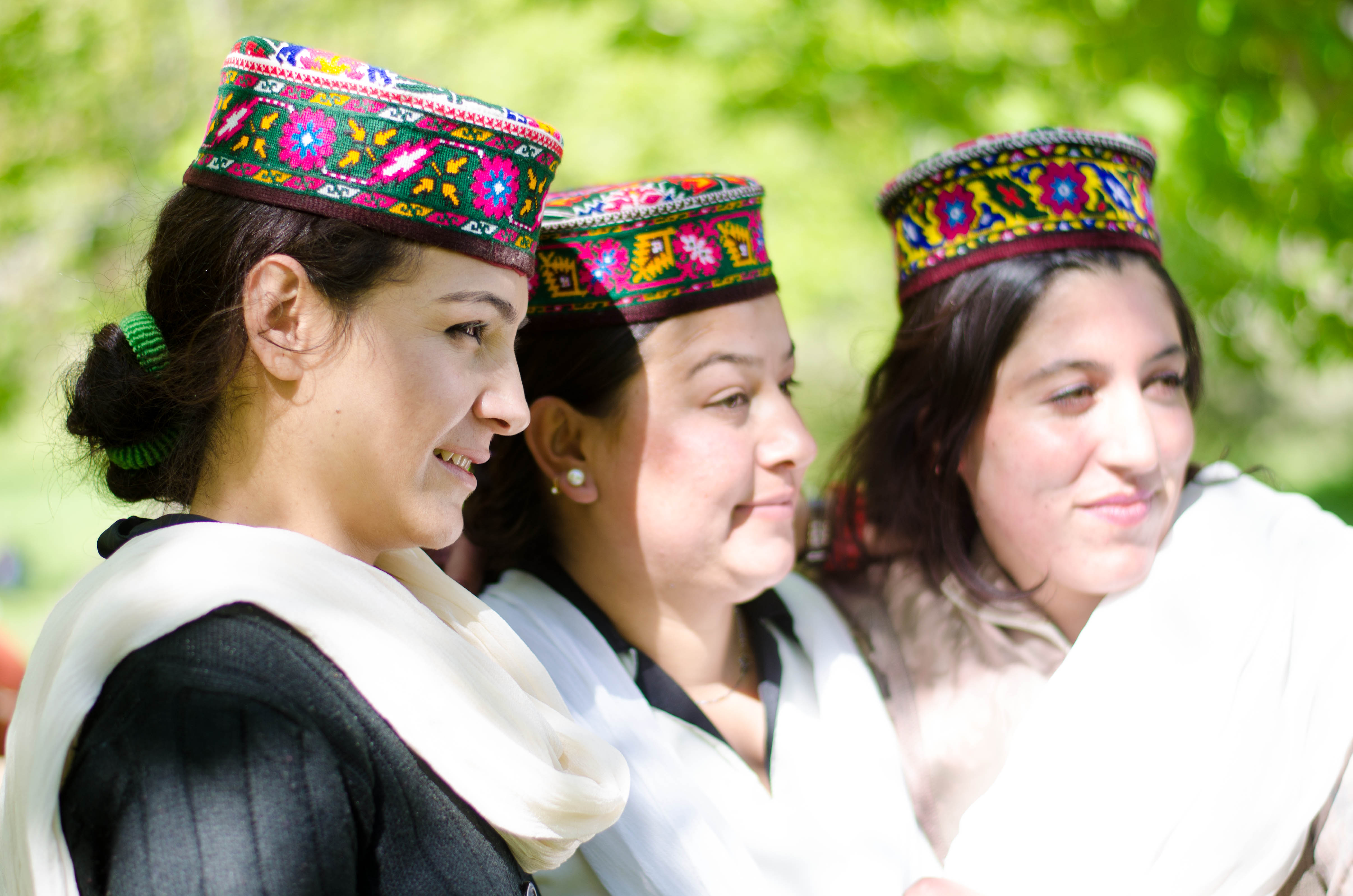
Группа женщин-буриши

По гипотезе российского лингвиста С. А. Старостина, буриши — потомки сино-кавказцев, не ассимилированных индоевропейцами. Они имеют антропологические сходства с дагестанцами.

## Язык
Буриши разговаривают на языке бурушаски, который был известен в советской лингвистической традиции порой как буришский, канджутский или вершикский. Среди буриши к 1970 году ещё было распространено знание дардских языков шина и кховар, а в западном ареале языка бурушаски даже существовал бурушаски-кховарский билингвизм. Согласно Большой Российской Энциклопедии у них, преимущественно среди женщин, имеет распространение индоарийский язык урду.
Бурушаски — изолированный язык. Он распадается на два диалекта: собственно бурушаски и вершикский, берущие своё название от самоназвания их носителей. Одноимённый диалект бурушаски, в свою очередь, имеет два говора: Нагира и Хунза.
Это бесписьменный язык. Между тем, британский лингвист, подполковник Д. Лоример в 1934 году писал, что в 1923 году он получил рукопись сочинения сына мира Хунзы Мухаммад Назим-хана — принца Мухаммад Гани-хана — «Родословная правителей Хунзы, Нагара и Гилгита»:
Я получил его рукопись от мира Хунзы в 1923 г., больше чем за год до того, как начал изучать язык бурушаски. Она была написана сыном мира, принцем Мухаммадом Гани-ханом, арабской графикой в двух вариантах: один на бурушаски, другой на хиндустани. На бурушаски обычно никогда не пишут, так что Мухаммад Гани предпринял довольно смелое начинание.

## Религия
Буриши исповедуют ислам. При этом часть из них являются последователями иснаашаритского направления шиизма, другая — исмаилитского течения.
В изданной в 1963 году двумя Институтами АН СССР (Институтом этнографии имени Н. Н. Миклухо-Маклая и Институтом народов Азии) монографии «Народы Южной Азии», говорилось, что «по вероисповеданию большая часть населения Хунзы — мусульмане-исмаилиты, а жители Нагара почти все шииты».
Советско-российские лингвисты Г. А. Климов и Д. И. Эдельман в своей монографии о языке бурушаски, выпущенной в 1970 году, писали, что буриши исповедуют ислам шиитского толка, но часть из них являются исмаилитами. Согласно изданной в 2006 году Большой Российской Энциклопедии, 66 % буриши являются низаритами (ответвление исмаилитской ветви шиитского ислама), в то время как остальные, в основном, шииты иснаашаритского направления.